# Ragas unica
Ragas unica är en tvåvingeart som beskrevs av Walker 1837. Ragas unica ingår i släktet Ragas och familjen dansflugor. Arten är reproducerande i Sverige. Inga underarter finns listade i Catalogue of Life.